# Gianpietro Zappa
Gianpietro Zappa (11 februari 1955 - 8 mei 2005) was een Zwitsers voetballer die speelde als verdediger.

## Carrière
Zappa speelde gedurende zijn loopbaan voor FC Lugano, FC Zürich en FC Lausanne-Sport.
Hij speelde in totaal 23 interlands voor Zwitserland waarin hij drie keer kon scoren.
Na zijn spelersloopbaan trainde hij in 1993 kort FC Chiasso.